# نظام تسجيل النقاط في التنس

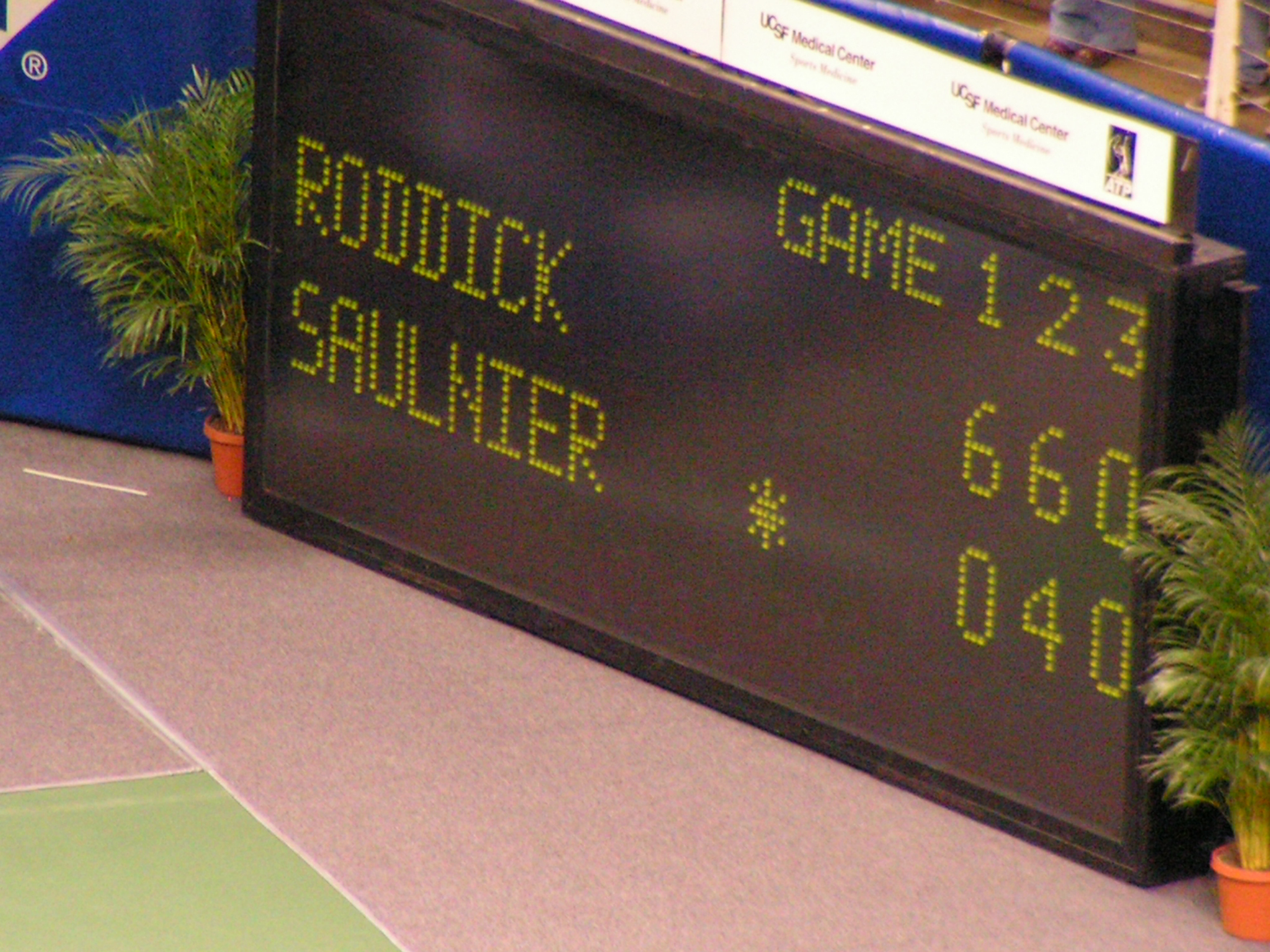
النتيجة النهائية أندي روديك ضد سولنييه

نظام تسجيل النقاط في التنس يعد نظاما واسع الانتشار لتسجيل النقاط في مباريات التنس (كرة المضرب) بما في ذلك العاب الإِلتقاط. تُلعب بعض مباريات التنس كجزء من بطولة وقد تتضمن البطولة فئات مختلفة مثل اللعب بشكل فردي أو زوجي. تُنظم غالبية مباريات التنس على انها بطولة بنظام إِقصاء فردي، أي انه يتم إِقصاء المتنافسين بعد خسارة مباراة واحدة والفائز هو المتنافس الاخيرمن دون خسارة. على النحو الامثل، يكون عدد المتنافسين في هذه البطولات كالاتي: يقسم عدد المتنافسين على اثنين ويكون الناتج عدد زوجي حتى يتناسب عدد المتنافسين مع قرعة بطولة الإِقصاء الفردي. في العديد من بطولات المحترفين، يتم وضع القرعة وفقا لنظام معترف به لتأخير اللاعبين ذوي التصنيف العالي عن مواجهة بعضهم حتى وقت متأخر من البطولة. إضافة إلى ذلك، إذا كان عدد المتنافسين لا يتناسب مع قرعة بطولة الاقصاء الفردي (العدد غير مكتمل)، يتم اللجوء إلى byes (البايز)، تعطى البايز للاعبين اصحاب التصنيف العالي لعبور الدور الأول من البطولة من دون اللعب.
تتكون مباراة التنس من النقاط والاشواط (أو الجولات) والمجموعات. تتكون المجموعة من عدد من الجولات (ست جولات على الاقل)، والجولات بدورها تتكون من عدد من النقاط. يفوز أول لاعب بالمجموعة حين يحصل على ستة جولات (اشواط) بفارق شوطين على الأقل عن الخصم، على سبيل المثال، (6-3, 7-5). إذا تعادل المتنافسان في المجموعة أي ان كل لاعب قد حصل على ستة اشواط (6-6)، يتم لعب شوط فاصل أو ما يسمى ب التاي بريك لتحديد الفائز بالمجموعة. يفوز اللاعب أو الفريق الزوجي بالمباراة عند الحصول على عدد المجموعات المحددة. تُلعب مباريات التنس من افضلية ثلاث مجموعات (يفوز أول لاعب يحصل على مجموعتين)، أو من افضلية خمس مجموعات (يفوز أول لاعب يحصل على ثلاث مجموعات). يُستخدم نظام افضلية خمس مجموعات عادةً في مباريات الفردي أو الزوجي الرجالي فقط في البطولات الكبرى (الغراند سلام) وبطولة كأس ديفيز.

## نقاط الجولة

### الوصف
تتكون الجولة من سلسلة من النقاط يفوز بها أول لاعب أو فريق يحصل على اربع نقاط على الاقل بفارق نقطتين أو أكثر عن الخصم. تُذكر عادةً نتيجة المُرسل اولا، ثم نتيجة المستقبل. تُذكر النقاط في التنس بشكل غير اعتيادي (ماعدا في حالة الاشواط الفاصلة أو التاي بريك)، حيث ان لكل نقطة في المجموعة اسم خاص يختلف عن قيمتها. يُعلن حكم المباراة النتيجة أو اللاعب المُرسل في حال عدم تواجد حكم.
| عدد النقاط المتحصلة | الاسم       |
| ------------------- | ----------- |
| 0                   | "لوف" (حب)  |
| 1                   | "15"        |
| 2                   | "30"        |
| 3                   | "40"        |
| 4                   | "كيم" (شوط) |

على سبيل المثال، إذا فاز المُرسل بثلاث نقاط حتى الآن في الجولة، وفاز المُستقبل بنقطة واحدة، يتم ذكر النتيجة «اربعين- خمسة عشر» أو 40-15.
عند تحصل الطرفين على نفس النقاط في جولة معينة - على سبيل المثال، فاز كل لاعب بنقطة أو نقطتين - يتم وصف النتيجة ب «خمسة عشر الجميع» و«ثلاثين الجميع». ولكن إذا تحصل كلا الطرفين على ثلاث نقاط، يُطلق على النتيجة «دوس» (deuce) بدلا من «اربعين الجميع». من تلك النقطة فصاعدا في اللعبة، كلما تعادلت النتيجة، اُطلق عليها دوس بغض النظر عن عدد النقاط التي تم لعبها.
يمكن ذكر النتيجة بالفرنسية كما هو الحال في بطولة فرنسا المفتوحة مثل "40-A" (اربعين-A) أو «اربعين الجميع». بعد ذلك، يُستخدم المصطلح دوس (Égalité بالفرنسية) لجميع حالات التعادل عندما تعود النتيجة إلى «اربعين الجميع» في نفس الجولة.
للفوز بالنقطة في اللعب القياسي بعد التعادل (أو الدوس) حيث أحرز كلا الطرفين ثلاث نقاط، يجب على اللاعب ان يتقدم بنقطتين للفوز بالجولة. يُطلق على هذا النوع لتحقيق النقاط بالافضلية (Advantage) أو (ads) للاختصار. يُطلق على اللاعب الذي يحرز نقطة بعد التعادل أو الدوس بأنه صاحب الأفضلية. إذا خسر اللاعب النقطة التالية، تعود النتيجة إلى دوس لان النتيجة متعادلة مجددا. اما إذا أحرز اللاعب الذي لديه الافضلية نقطة بعد ذلك، تُحسم الجولة لصالحه حيث يكون قد تقدم بفارق نقطتين. إذا كان المُرسل هو اللاعب الذي لديه الافضلية، يُطلق على النتيجة “Advantage in”، اما إذا كان المستقبل هو اللاعب ذي الافضلية، يُطلق على النتيجة "Advantage out". يمكن اختصار هذه المصطلحات إلى “ad in” أو "van in” أو (my ad) في حال حصول المُرسل على الافضلية، و“ad out” أو (your ad) في حال حصول المُستقبل على الافضلية.تُستخدم احيانا أسماء اللاعبين في بطولات المحترفين حيث يذكر الحكم النتيجة في هذه الصيغة على سبيل المثال: "افضلية نادال" أو "افضلية ويليامز".
في قواعد اتحاد التنس الأمريكي (USTA) - وليس الاتحاد الدولي للتنس ITF - يمكن ذكر النتيجة كالتالي:
"صفر"، "واحد"، "اثنان"، و"ثلاثة" بدلا من "لوف"، "15، "30"، و"40". يُعد هذا التعليق على النتيجة مناسبا بشكل خاص في المباريات التي يتواجد فيها لاعب قليل الخبرة أو لاعب لا يتحدث اللغة الإنكليزية.
في اشواط التعادل أو التاي بريك، ببساطة تُذكر النتيجة بعدد النقاط التي أحرزها اللاعب.
| النقاط        | الاسم                                       |
| ------------- | ------------------------------------------- |
| 0-1           | "واحد، صفر"                                 |
| 3-4           | "اربعة، ثلاثة"                              |
| 4-4, 5-5, 6-6 | "اربعة الجميع", "خمسة الجميع", "ستة الجميع" |
| 4-7, 8-10     | "سيت" (مجموعة)                              |